# Karl Arnold (politikus)
Karl Arnold (Herrlishöfen, 1901. március 21. – Düsseldorf, 1958. június 29.) német politikus.

## Magánélete
1928-ban vette el Liesel Joerest.